# Kernsplijting
Kernsplijting (zelden: kernfissie) is in de natuurkunde een proces waarbij een zware onstabiele atoomkern zich deelt of splijt in twee of meer lichtere kernen, waarbij aanzienlijke hoeveelheden energie vrijkomen. Dit principe wordt bijvoorbeeld toegepast om energie op te wekken in een kerncentrale, en in kernwapens.

## Geschiedenis

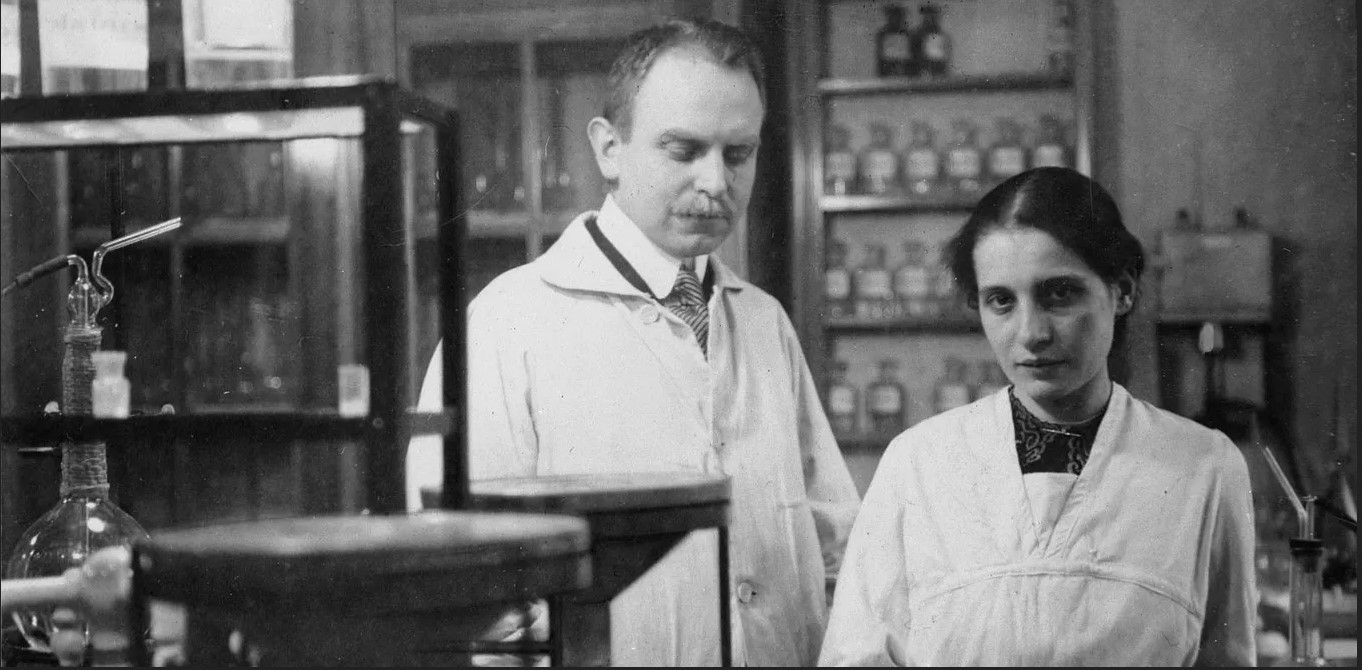
Hahn en Meitner in 1912.

Het splijtingsproces werd in 1938 in Berlijn ontdekt door Otto Hahn, Fritz Strassmann en Lise Meitner.

### Kernreacties
Bij scheikundige reacties blijft de hoeveelheid van ieder scheikundig element precies behouden: dit is een formulering van de wet van Lavoisier. Transmutatie in de klassieke zin van de alchemisten is daardoor onmogelijk. Op microscopisch niveau betekent dit dat de aard van een atoomkern tijdens de reactie niet wijzigt.
In 1917 slaagde Ernest Rutherford erin een kleine hoeveelheid stikstof in zuurstof te veranderen door een aanhoudend bombardement met alfadeeltjes (heliumkernen). Hiermee was de eerste kunstmatige transmutatie een feit.
In 1932 beschoten Ernest Walton en John Cockcroft kernen van een lithiumisotoop met protonen (waterstofkernen), waarbij telkens twee alfadeeltjes ontstonden. Zij wonnen de Nobelprijs voor Natuurkunde in 1951 voor wat populair bekendraakte als "atoomsplijting", hoewel het niet om dezelfde soort reactie ging als bij de later ontdekte splitsing van uranium.

### Ontdekking van kernsplijting
Enrico Fermi en zijn medewerkers waren in 1934 de eersten die uranium met neutronen beschoten. Er ontstonden stoffen met andere chemische eigenschappen en deze werden als zogenaamde transuranen geduid: elementen met atoomnummers groter dan dat van uranium. Hoewel in 1934 de mogelijkheid van uiteenvallen van zware atoomkernen in grotere brokstukken na de beschietingen met neutronen al door Ida Noddack werd geopperd, werd dit bij gebrek aan een theoretische onderbouwing toch voor onmogelijk gehouden.
Aanvankelijk zette Otto Hahn de experimenten van Fermi gezamenlijk met Lise Meitner en zijn assistent Fritz Strassmann voort. In juli 1938 moest de joodse Meitner Nazi Duitsland echter ontvluchten. Haar Oostenrijkse paspoort werd door het Naziregime ongeldig gemaakt, en het was haar verboden meer dan tien rijksmark op zak te hebben. Hahn gaf Meitner zijn moeders diamanten ring mee op haar vlucht, zodat ze een grenswachter zou kunnen omkopen. Ze gebruikte die uiteindelijk niet: met de hulp van Nederlandse wetenschappers wist ze de grens over te komen. Uiteindelijk bereikte ze Zweden en vond daar veiligheid.
In Duitsland gingen Hahn en Strassmann zonder haar verder, en het verdere contact met haar verliep per brief. De aanzet van de ontdekking van kernsplijting was dat er een radioactieve stof werd gevormd die chemisch identiek bleek te zijn met barium, atoomnummer 56, wat tot dan toe dus voor onmogelijk werd gehouden. Met behulp van aanwijzingen van Meitner werd het beslissende experiment op 17 december 1938 uitgevoerd en stelde Hahn definitief vast dat er kernsplijting had plaatsgevonden. De resultaten werden op 6 januari 1939 door Hahn en Strassmann in Die Naturwissenschaften gepubliceerd. Een brief (gedateerd 16 januari 1939) met een eerste theoretische verklaring door Meitner en haar neef Otto Frisch verscheen op 11 februari 1939 in Nature.

### Gevolgen
Op 16 januari 1939 arriveerde Niels Bohr uit Kopenhagen in de Verenigde Staten om verscheidene maanden in Princeton door te brengen. Hij was vooral gekomen om enkele abstracte problemen met Albert Einstein te bespreken. Net voor hij Denemarken verliet hadden Otto Frisch en Lise Meitner hem verteld over hun idee dat de absorptie van een neutron door een uraniumkern soms ertoe leidde dat die kern in twee ongeveer gelijke delen splitste, waarbij enorm veel energie vrijkwam, een proces dat al spoedig 'kernsplijting' werd genoemd (volgens George Gamow stond de informatie in een telegram dat Meitner op 27 januari naar Bohr had gestuurd).
Meteen na zijn aankomst in de VS gaf Bohr dit idee door aan zijn voormalige student John Wheeler en anderen op de Universiteit van Princeton, en van daaruit werd het mondeling doorgegeven en bereikte ook Enrico Fermi op de Universiteit van Columbia. Als gevolg van conversaties tussen Fermi, John R. Dunning, en George B. Pegram werd toen op Columbia gezocht naar de sterke ionisatiepulsen die verwacht werden bij de zware rondvliegende fragmenten van een uraniumkern.
Op 26 of 27 januari 1939 organiseerden de George Washington-universiteit en het Carnegie Institute of Technology gezamenlijk een conferentie over theoretische natuurkunde in Washington, D.C. Fermi kwam voor deze bijeenkomst over uit New York voordat de splijtingsexperimenten in Columbia waren verricht. Na de bijeenkomst discussieerde Fermi met Bohr over kernsplijting, en Fermi noemde daarbij specifiek de mogelijkheid dat hierbij ook neutronen vrij zouden kunnen komen. Hoewel dit maar een gok was, was de implicatie daarvan, namelijk het mogelijk kunnen bestaan van een kettingreactie, aan insiders meteen duidelijk.
Nog tijdens de bijeenkomst had Enrico Fermi aan de andere deelnemers een aantal formules in verband met kernsplijting gepresenteerd. Toen een journalist van een Washingtonse krant al te ijverig notities nam, werd hij door Merle Tuve naar buiten gewerkt, maar wat hij had gehoord, verscheen in de kranten. De volgende ochtend kreeg George Gamow al een interzonaal telefoontje uit Californië van Robert Oppenheimer, die graag wilde weten wat dit allemaal betekende.
Al voordat het congres in Washington was afgelopen waren er verschillende andere experimenten in gang gezet om het bestaan van kernsplijting te bevestigen, en uit vier verschillende laboratoria (universiteit van Columbia, het Carnegie Institution of Washington, Johns Hopkins-universiteit en de Universiteit van Californië) werd bevestiging gepubliceerd in het nummer van 15 februari van Physical Review. Rond deze tijd had Bohr ook gehoord dat vergelijkbare experimenten rond 15 januari in zijn eigen laboratorium in Kopenhagen hadden plaatsgevonden. Frédéric Joliot-Curie in Parijs had ook zijn eerste resultaten gepubliceerd in de Comptes Rendus van 30 januari 1939. Vanaf dit moment verscheen er een niet aflatende stroom van publicaties over kernsplijting, zodat tegen de tijd dat J. Turner, van Princeton, een overzichtsartikel schreef in Reviews of Modern Physics op 6 december 1939, er al haast 100 publicaties beschikbaar waren. Een volledige analyse en bespreking van deze artikelen verscheen in het artikel van Turner en elders.
De betrokken onderzoekers hadden zich al vroeg gerealiseerd dat kernsplijting zou kunnen worden toegepast voor het opwekken van energie en voor het creëren van bommen. Tijdens de Tweede Wereldoorlog legden zowel de geallieerden als de Duitsers zich toe op de militaire toepassing van kernsplijting. Het was uiteindelijk het Manhattanproject van de Verenigde Staten, met Canadese en Britse medewerking, dat in 1945 de atoombommen opleverde waarmee de Amerikaanse luchtmacht Hiroshima en Nagasaki in de as legde.

## Mechanismen
De stabiliteit van een atoomkern wordt bepaald door de sterke kernkracht. Op grond van louter elektromagnetische kracht zou de kern, die uitsluitend uit neutronen en protonen bestaat, uit elkaar gerukt worden door de onderlinge afstoting van de positief geladen protonen.
Gestimuleerde kernsplijting treedt op wanneer in een laboratorium, in een reactor of in een wapen atoomkernen worden beschoten met andere deeltjes zoals neutronen.
Spontane kernsplijting betekent dat een atoomkern van nature onstabiel is en zichzelf ontbindt in kleinere kernen. Natuurlijke radioactiviteit is het gevolg van spontane kernsplijting bij elementen die in de natuur voorkomen.

### Sterke kernkracht
De sterke kernkracht is op zeer kleine schaal verantwoordelijk voor de interne structuur van kerndeeltjes (protonen en neutronen), die telkens uit 3 quarks bestaan. Ze blijft echter in kleinere mate voelbaar op de grotere schaal van interactie tussen kerndeeltjes onderling, in de vorm van de Yukawa-potentiaal. Het blijkt dat de stabielste isotopen een kern hebben die bestaat uit een even aantal protonen en een even aantal neutronen. Andere configuraties, vooral de combinatie van een oneven aantal protonen met een oneven aantal neutronen, vallen spontaan uit elkaar of zijn relatief gemakkelijk te splijten. Hieruit volgt dat de kern van Uranium-236, die uit 92 protonen en 144 neutronen bestaat, erg stabiel is. Spontane splijting van deze isotoop komt dus zelden voor. Daarentegen is het juist de toevoeging van een neutron aan een kern van Uranium-235, dus met precies dezelfde configuratie van protonen en neutronen, die resulteert in de klassieke splijting van uranium in kernreactoren.

### Gestimuleerde kernsplijting: de kernreactie

Een voorbeeld van een splijtingsreactie.

Een kernreactie wordt in gang gezet door een atoomkern te bombarderen met een ander subatomair deeltje. Als een vrij neutron met een geschikte kinetische energie wordt ingevangen door de kern van een splijtbaar atoom raakt de kern in een aangeslagen toestand. Deze onstabiele kern deelt zich dan in verschillende splijtingsproducten: atoomkernen van andere elementen (brokstukken van min of meer willekeurige grootte (zie figuur) van de oorspronkelijke kern), gammafotonen, neutrino's en snelle neutronen.
De energieverdeling is typisch ongeveer 3,5% gammastraling, 2,5% snelle neutronen en 94% in de kinetische energie van de brokstukken, die door de elektrostatische afstoting versneld worden tot 3% van de lichtsnelheid. Bij een kernwapen wordt door de lading en snelheid van deze brokstukken ook zachte röntgenstraling gevormd.
Bijzonder bij gestimuleerde kernsplijting is dat het invangen van één neutron het vrijkomen van meerdere neutronen kan veroorzaken. Hierdoor kunnen de vrijgekomen neutronen ook weer andere kernen splijten en ontstaat de mogelijkheid van een kettingreactie. De energie die vrijkomt bij één splitsingsreactie ligt in de orde van 100 miljoen eV. Bij chemische reacties zijn dat hooguit enkele eV, zodat de energieopbrengst gigantisch genoemd kan worden, als er inderdaad een kettingreactie optreedt en een aanzienlijk percentage van de kernen zich splijt. Een kerncentrale heeft in de orde van honderden tonnen uranium in de reactor, een kernwapen bevat enkele kilo's uranium of plutonium.
Ongeveer een duizendste van de massa van de gespleten splijtstof wordt omgezet in energie. De orde van grootte van de energie in relatie tot de massa van de gespleten splijtstof (energiedichtheid) is daarmee 100 TJ/kg.
Een bekende splijtbare isotoop is uranium-235, waarmee vele splijtingsreacties mogelijk zijn. Enkele voorbeelden zijn:
- 235U + 1 neutron {\displaystyle \rightarrow } 2 neutronen + 92Kr + 142Ba + E (energie)
- 235U + 1 neutron {\displaystyle \rightarrow } 2 neutronen + 94Sr + 140Xe + E
- 235U + 1 neutron {\displaystyle \rightarrow } 3 neutronen + 90Kr + 143Ba + E

### Spontane kernsplijting: radioactief verval
Spontane splijting kan optreden bij enkele isotopen van zware elementen (thorium en zwaarder) die meestal ook al instabiel zijn door andere spontane vervalprocessen. Een goed voorbeeld is de plutoniumisotoop 236Pu. Deze kern kan zowel door het uitzenden van een α-deeltje als door uiteenspatten in twee brokken zijn bestaan beëindigen. In 69% van de gevallen doet het het eerste, in de resterende 31% het laatste. Spontane splijting is een voorbeeld van het tunneleffect in de kwantummechanica, waardoor bij toeval incidenteel toch 'onmogelijke' reacties optreden. Spontane kernsplijting van uranium-238 wordt in de praktijk gebruikt voor de analyse van uraniumkristallen. Spontane splijtingsproducten veroorzaken karakteristieke sporen in het kristal. Het aantal van deze sporen is een maat voor de ouderdom van het kristal. Californium-252 (halfwaardetijd 2,645 jaar, percentage spontane splitsing 3,09), wordt gebruikt als neutronenbron in luchthavens voor de detectie van explosieven en in vele toepassingen die het watergehalte van een materiaal bepalen.

### Energiebalans
Het netto-effect van de sterke kernkracht (Yukawa-potentiaal) waarmee kerndeeltjes elkaar aantrekken, en de elektromagnetische afstoting tussen protonen, vertaalt zich in een negatieve potentiële energie van iedere atoomkern, bindingsenergie genaamd. De sterkst negatieve energie per kerndeeltje, en dus de stabielste atoomkern, vinden we bij nikkel-62 en bij de ijzerisotopen ijzer-58 en ijzer-56. Als we onze aandacht beperken tot isotopen die in de natuur voorkomen, dan neemt bij zwaardere kernen de potentiële energie per kerndeeltje langzaam toe met toenemend atoomgewicht; bij kernen lichter dan ijzer neemt de potentiële energie per kerndeeltje relatief sterk toe met afnemend atoomgewicht. De lichtste kern van allemaal, de waterstofkern, heeft helemaal geen bindingsenergie omdat hij slechts uit één deeltje bestaat.
Een kernsplijtingsreactie treedt normaal alleen op als ze exo-energetisch is, dat wil zeggen dat de totale potentiële energie van de splijtproducten lager (sterker negatief) is dan de potentiële energie van de moederkern. In de praktijk betekent dit dat alleen kernen die veel zwaarder zijn dan ijzer gespleten kunnen worden. Lichte atomen kunnen daarentegen juist energie leveren door fusie van hun kernen tot die van zwaardere atomen.

## Verloop van een kernsplijting

### De atoomkern

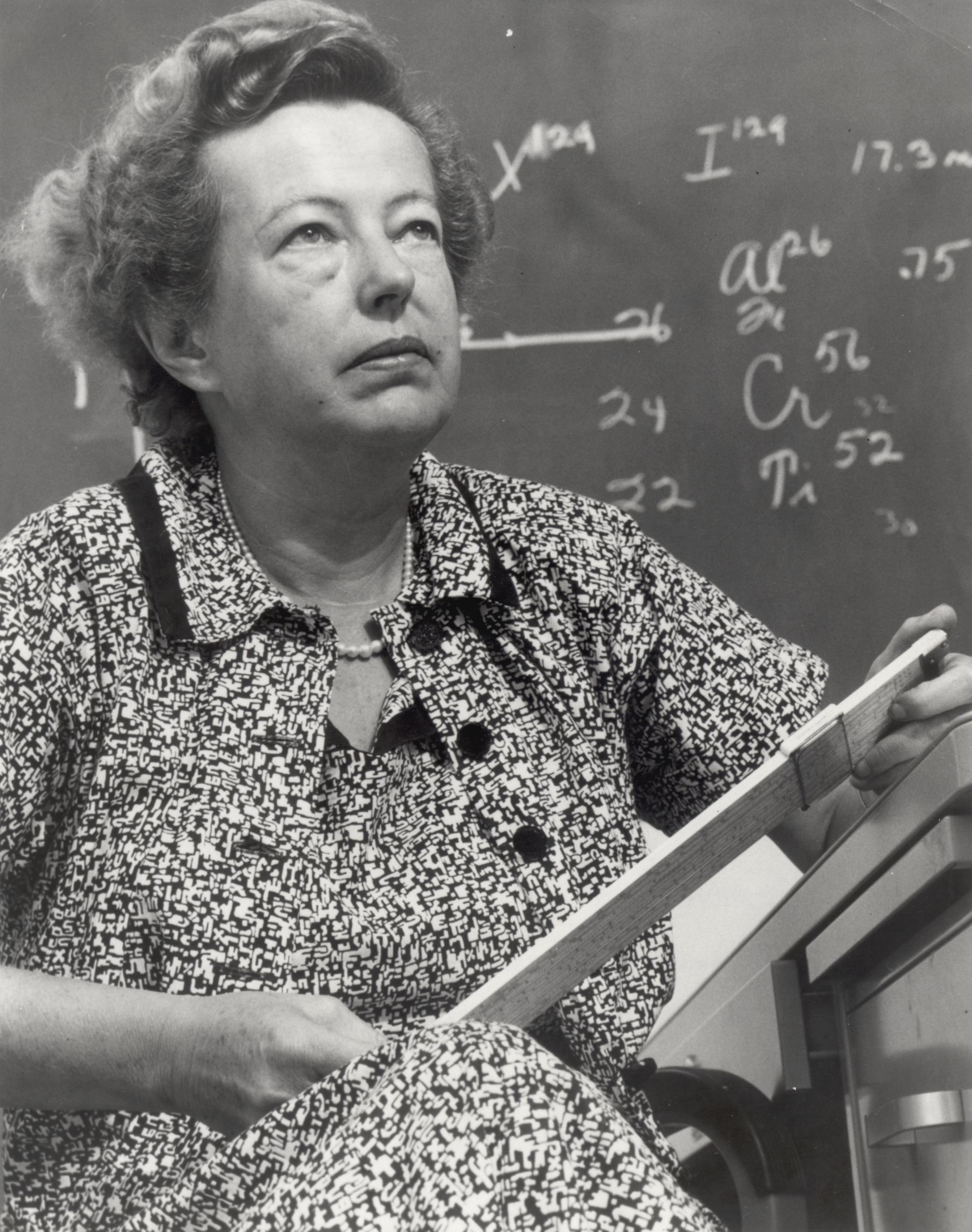
Maria Goeppert Mayer

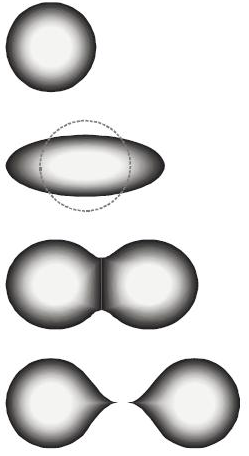
Druppelmodel van kernsplijting.

Ernest Rutherford ontdekte in 1911 dat atomen een minuscule, zware, positief geladen kern bezitten die uit protonen en neutronen bestaat. Het aantal protonen is gelijk aan het atoomnummer Z. Het aantal neutronen N is gelijk aan het verschil tussen het massagetal A en het atoomnummer. Op deze deeltjes werken twee soorten krachten, de gewone Coulomb-krachten waardoor deeltjes met eenzelfde (positieve) lading elkaar afstoten, en de sterke kernkrachten die alleen op zeer korte afstand (één of twee kerndeeltjes) werkzaam zijn en die de deeltjes in de kern samenbinden. De afstotende kracht werkt dus alleen tussen de protonen onderling, terwijl de sterke kernkracht tussen alle soorten kerndeeltjes werkt. Hierdoor zorgt de aanwezigheid van neutronen voor een stabilisatie van kernen met meer dan één proton.

De kansverdeling voor de gevormde splijtingsproducten van uranium-235.

In het basismodel van kernsplijting wordt de kern voorgesteld als een druppel waarin de kerndeeltjes zich vrijelijk kunnen bewegen. De kern is bolvormig door de oppervlaktespanning. De tendens van kerndeeltjes om zo veel mogelijk buren te hebben leidt ertoe dat het kernoppervlak wordt geminimaliseerd. De aangeslagen kern van een splitsend atoom kan echter door vibraties uit elkaar worden gescheurd, door insnoering van de kern en de daaropvolgende elektrische afstoting van de twee brokstukken. Volgens het druppelmodel voor de atoomkern, zou de kern in twee gelijke delen splijten. In de praktijk is dat niet het geval. De juiste splijtingsproducten kunnen afgeleid worden met behulp van het meer geavanceerde schillenmodel voor atoomkernen (niet te verwarren met het elektronenschillenmodel) dat de inwendige structuur en het gedrag van de protonen en neutronen in achting neemt en werd ontwikkeld in 1950 door Maria Goeppert Mayer en Hans Jensen.

### De kettingreactie
Het werkingsprincipe van zowel een kernwapen als een kernreactor is dat er een nucleaire kettingreactie moet optreden. Als een neutron een splijting veroorzaakt die meer dan één nieuw neutron produceert, kan het aantal splijtingen enorm toenemen, met daarbij ook een enorme energieproductie. Dit is allemaal een kwestie van statistische kansen. Er zijn precies vier mogelijke resultaten voor een neutron dat bij een splijtingsreactie wordt geproduceerd:
1. het ontsnapt volledig aan het splijtbare materiaal
2. het wordt ingevangen door splijtbaar materiaal zonder tot een splijting te leiden
3. het wordt ingevangen door niet-splijtbare verontreinigingen in het materiaal
4. het wordt ingevangen en leidt tot een nieuwe splijtingsreactie

Als het verlies van neutronen door de eerste drie processen kleiner is dan het overschot dat door het vierde proces ontstaat, treedt de kettingreactie op; anders niet. Dit wordt vaak numeriek uitgedrukt als de neutronenvermenigvuldigingsfactor k, in:
{\displaystyle k=f-l}
waarbij f het gemiddelde aantal neutronen is dat een splijting veroorzaakt, en l de gemiddelde som is van de verloren neutronen door de mechanismen 1, 2 en 3 hierboven aangegeven. Ieder van de eerste drie verliesprocessen hierboven kan binnen een gegeven configuratie zo waarschijnlijk zijn dat de bij splijtingsreacties gecreëerde extra neutronen niet voldoende zijn om de reactie aan de gang te houden. Als bijvoorbeeld het invangen door uraniumkernen van neutronen zonder dat dit wordt gevolgd door een splijting veel waarschijnlijker zou zijn dan een splijtende vangst, blijkt het principieel onmogelijk om een kettingreactie opgang te brengen. In een kernreactor maakt men daarom over het algemeen gebruik van neutronenmoderatoren die de neutronen afremmen zodat ze meer kans hebben te worden ingevangen door de uraniumkernen.
Als het aantal neutronen in een reactor dat een splijting veroorzaakt in de loop van de tijd afneemt, wordt de reactor 'subkritisch' genoemd. Als het aantal gelijk blijft, wordt de reactor 'kritisch' genoemd en als het aantal toeneemt heet hij 'superkritisch'. De kritikaliteit van de reactor wordt weergegeven door bovenstaande k, geschreven Keff (K-effectief), waarbij Keff het aantal neutronen in een generatie aangeeft gedeeld door het aantal neutronen in de vorige generatie.

## Technische uitdagingen bij het creëren van een kettingreactie

### Vertraagde vorming van neutronen in kernreactoren
Het is mogelijk kernreactoren te bouwen met een gecontroleerde kettingreactie doordat een gedeelte van de neutronen niet onmiddellijk door de splijting worden vrijgemaakt, maar enige tijd later door bepaalde splijtingsproducten, met halfwaardetijden van rond de 15 secondes worden geproduceerd. Dit resulteert erin in dat de gemiddelde levensduur van een neutron 0,1 seconde is. De toe- of afname van het aantal neutronen in de reactorkern (N) kan worden beschreven met:
{\displaystyle {\frac {dN}{dt}}={\frac {\alpha N}{\tau }}}
met daarbij:
- {\displaystyle \alpha } een exponentiële proportionaliteitsconstante
- {\displaystyle \tau } de gemiddelde levensduur van een neutron in de kern

Doordat {\displaystyle \tau } gelijk is aan ongeveer 0,1 seconde, door het aandeel van de later gevormde neutronen is de reactie controleerbaar. Na 1 seconde wordt bij een {\displaystyle \alpha } van 0,01 het aantal neutronen dan (1+{\displaystyle \alpha }){\displaystyle 1/\tau } × N= 1,0110 ~ 1,1 × N , een toename van tien procent. Als er alleen sprake zou zijn van direct gevormde neutronen ({\displaystyle \tau } = 0,001 seconde) dan zou de productie toenemen met een factor van ongeveer 21.000 (1,011000).

### Kritische massa
De fractie neutronen die uit een hoeveelheid uranium ontsnapt, kan worden geminimaliseerd door de grootte en de vorm van de uraniummassa aan te passen. In een bol is een oppervlakte-effect evenredig met het kwadraat van de straal, en een volume-effect evenredig met de derde macht van de straal. De ontsnapping van neutronen uit een hoeveelheid uranium is een oppervlakte-effect dat afhangt van de grootte van het oppervlak, maar splijtingsreacties komen door het hele materiaal voor en zijn daarom volume-effecten. Dus: hoe meer uranium er aanwezig is, hoe kleiner de kans is dat neutron-ontsnapping de overhand zal hebben over neutronenvangst gevolgd door splijting, en een kettingreactie zal ontstaan. Het verlies van neutronen door vangst zonder dat dit door een splijting wordt gevolgd, is eveneens een volume-effect, zodat voor dit effect een groter volume splijtbaar materiaal geen verschil maakt.
De kritieke omvang van een apparaat dat uranium bevat, is gedefinieerd als de grootte waarbij de productie van vrije neutronen door splijting precies gelijk is aan het verlies ervan door ontsnapping en door niet-splijtende vangstreacties. Als dus de grootte kleiner is dan de kritieke omvang, kan per definitie geen kettingreactie ontstaan of blijven bestaan.

### Moderators
Thermische neutronen (neutronen met een lage bewegingsenergie) hebben de grootste kans een splijtingsreactie te veroorzaken in U-235, maar de neutronen die bij de splijtingsreactie ontstaan hebben veel hogere snelheden (ze zijn niet thermisch). Te zeggen dat de kettingreactie zichzelf in stand zou kunnen houden als er door splijtingsreacties meer neutronen worden geproduceerd dan geabsorbeerd is een oversimplificatie, omdat de waarschijnlijkheid van zowel neutronvangst met splijting als neutronvangst zonder splijting afhangt van de snelheid van de neutronen. De snelheid waarbij de vangst zonder splijting het meest waarschijnlijk is ligt echter in tussen de gemiddelde snelheid van neutronen die ontstaan bij het splijtingsproces en de snelheid waarbij vangst gevolgd door splijting het meest waarschijnlijk is.
Al voor de ontdekking van de kernsplijting was de gebruikelijke methode om neutronen te vertragen ze door een materiaal met lage atoommassa's te laten passeren, zoals waterstofbevattende verbindingen. Zo'n materiaal wordt een moderator genoemd. Het vertragingsproces bestaat simpelweg uit elastische botsingen tussen de deeltjes met hoge snelheid en deeltjes die nagenoeg stilstaan. Hoe dichter de massa van het neutron en het geraakte deeltje bij elkaar liggen, hoe meer kinetische energie het neutron bij een botsing zal verliezen. De (kernen van) lichte elementen zijn daarom het meest effectief als moderator voor neutronen, mits zij zelf niet deze neutronen invangen in de kern. Het is om die reden dat bijvoorbeeld borium niet geschikt is als moderator, ondanks de lage atoommassa (maar des te beter geschikt als materiaal voor regelstaven). Ook lithium valt op grond van die overweging af. Helium is slecht bruikbaar omdat het een gas is en geen verbindingen vormt. De keus ging daarom tussen waterstof, deuterium (beide in de vorm van water, resp. zwaar water), beryllium en koolstof. Ook tegenwoordig zijn dit nog steeds de meest praktische mogelijkheden. Enrico Fermi en Leo Szilard stelden als eersten het gebruik van grafiet (een vorm van koolstof) voor als moderator van een kettingreactie.
Een aantal natuurkundigen kwam op het idee dat het wellicht mogelijk was om uranium met een moderator te mengen. Dan zouden de hoog-energetische neutronen die vrijkomen bij splijtingsreacties, nadat ze uit de gespleten kern zijn gevlogen en voordat ze weer een nieuwe uraniumkern tegenkomen, door botsingen met de moderator zoveel snelheid verliezen dat hun snelheid onder de snelheid kwam te liggen waarbij vangst zonder splijting zeer waarschijnlijk is.

### Vermindering van vangst zonder splijting door isotopenscheiding
Een extra complicatie wordt veroorzaakt door het feit dat natuurlijk uranium uit 3 isotopen bestaat: 234U, 235U en 238U, die respectievelijk 0,006, 0,7 en 99,3 procent van het natuurlijk voorkomend uranium uitmaken. De waarschijnlijkheden van processen (2) en (4) voor verschillende isotopen verschillen van elkaar, alsook de waarschijnlijkheden voor neutronen met verschillende energieën.
Voor neutronen met een bepaalde snelheden (overeenkomend met een energie van enkele elektronvolt) heeft 238U een grote werkzame doorsnede voor de productie van 239U, maar niet voor een splijtingsreactie. Er is ook een aanzienlijke kans op niet-elastische botsingen (waarbij dus geen vangst optreedt) tussen neutronen met hoge snelheden en 238U-kernen. De aanwezigheid van 238U leidt dus zowel tot vertraging van snelle neutronen als tot het invangen van middelsnelle neutronen zonder splijting. Hoewel invangen zonder splijting bij 235U ook weleens optreedt, is het nu evident dat als het 235U gescheiden kan worden van het 238U en dit laatste kan worden verwijderd, het optreden van vangst zonder splijting verminderd en daardoor de mogelijkheid van een kettingreactie vergroot kan worden. De kans op splijting van 235U ook door snelle neutronen is zelfs zo groot dat het gebruik van een moderator overbodig wordt als het 238U eenmaal is verwijderd. Natuurlijk uranium bestaat echter voor slechts 1/140 deel uit 235U. Ook het relatief kleine verschil tussen de massa's van de isotopen maakt de afscheiding ervan lastig. Niettemin werd de mogelijkheid van het afscheiden van 235U al in een vroeg stadium van het Manhattanproject als zeer belangrijk onderkend.

### Productie en zuivering van het materiaal
Hierboven is al gezegd dat de vangstdoorsnee voor neutronen voor verschillende materialen zeer verschilt. Bij sommige materialen is deze zeer groot, vergeleken met de maximale splijtingsvangstdoorsnee van uranium. Als men tot een kettingreactie willen komen moet effect (3) (niet tot splijting leidende vangst door verontreinigingen) teruggebracht worden tot een niveau waar dit geen belangrijk invloed meer uitoefent. Dit houdt in een zeer zorgvuldige zuivering van zowel het uraniummetaal als van het moderatormateriaal. Berekeningen tonen aan dat de maximaal toegestane concentraties van vele verontreinigende elementen slechts een paar delen per miljoen zijn (ppm), zowel in het uranium als in de moderator.
Voor 1940 was de totale hoeveelheid in de VS geproduceerd uranium niet meer dan een paar gram van twijfelachtige zuiverheid. De totale hoeveelheid metallisch beryllium was niet meer dan een paar kilo. De totale hoeveelheid geconcentreerd deuterium was niet meer dan een paar kilo, en koolstof was nog nooit in grote hoeveelheden geproduceerd met een zuiverheid die de benodigde kwaliteit voor een moderator zelfs maar benaderde. Productie en zuivering was dus een zeer belangrijk probleem.

## Beheersing - wapens of energie?
De tot nu toe besproken problemen hebben alleen nog maar te maken met het op gang brengen van een kettingreactie. Als een dergelijke reactie nut moet afwerpen, moet men ze kunnen beheersen. De aard van die beheersing verschilt naargelang het streven naar een gelijkmatige energieproductie of naar een explosie. Over het algemeen is voor kernenergie een door langzame neutronen opgewekte kettingreactie nodig die plaatsvindt in een mengsel of rooster van uranium en een moderator, terwijl voor een atoombom een kettingreactie door snelle neutronen in 235U of 239Pu nodig is, hoewel zowel langzame als snelle neutronen in beide gevallen een bijdrage kunnen leveren. Men dacht ook in 1940 al wel dat door gebruik van neutronen-absorberende elementen een kettingreactie voor de opwekking van energie zou kunnen worden beheerst. Het leek ook waarschijnlijk, hoewel niet zeker, dat een dergelijke kettingreactie zelfdovend zou zijn door de lagere kans op vangst gevolgd door splijting bij hogere temperaturen (door de uitzetting van het materiaal). Niettemin bestond de kans op een uit de hand lopende kettingreactie en het leek daarom verstandig het experiment met de kettingreactie in een onbewoond gebied uit te voeren.
Hierboven is uitgezet welke problemen men moet oplossen om een nucleaire kettingreactie te bereiken en te onderhouden, maar nog niet hoe men zo'n kettingreactie kan gebruiken. De technologische kloof tussen het produceren van een beheerste kettingreactie en het gebruik daarvan als een grootschalige energiebron of een explosief apparaat is enigszins vergelijkbaar met de kloof tussen de ontdekking van het vuur en de fabricage van een stoomlocomotief.
Het belangrijkste probleem is het kunnen bereiken van een hoge werktemperatuur. Een efficiënte warmtemachine moet niet alleen warmte opwekken maar moet deze ook opwekken bij een voldoende hoge temperatuur. Om een systeem met een kettingreactie bij hoge temperatuur in bedrijf te houden en de opgewekte warmte om te zetten in arbeid is veel lastiger dan een dergelijk systeem bij lage temperaturen te laten werken.
Het bewijs dat een kettingreactie in principe mogelijk is, betekent ook nog niet automatisch dat kernenergie effectief in een atoombom kan worden gebruikt. Om een atoombom te kunnen maken moet de kettingreactie zich ook heel snel uitbreiden; anders wordt maar een heel klein deel van de kernenergie vrijgemaakt voordat de bom uit elkaar vliegt en de kettingreactie door subkritisch worden van de splijtingsmassa tot stilstand komt. Het is ook nodig om te voorkomen dat de explosie voortijdig begint. Dit 'detonatieprobleem' was en is nog steeds een van de lastigste problemen bij het ontwerp van een efficiënte kernbom.
Er zijn al drie methoden genoemd om het ontstaan van een kettingreactie te vergemakkelijken: gebruik van een moderator; gebruik van zeer zuivere materialen; en gebruik van speciale materialen, 235U of 239Pu. Deze drie sluiten elkaar niet uit, en vele manieren zijn bedacht om kleine hoeveelheden 235U of 239Pu te gebruiken in een rooster dat verder vooral uit gewoon uranium of uraniumoxide bestaat en uit een moderator of verschillende moderators. Dergelijke configuraties staan meestal bekend als "verrijkte reactors" (enriched piles).

## Noot
1. ↑  Tretkoff, Ernie (December 2007). "December 1938: Discovery of Nuclear Fission". APS News. American Physical Society. 16(11). Gearchiveerd op 7 augustus 2023.
2. 1 2  Sutton, Mike (5 November 2018). "Hahn, Meitner and the discovery of nuclear fission". Chemistry World. Royal Society of Chemistry. Gearchiveerd op 6 juni 2023.
3. ↑  Meitner, L.; Hahn, O.; Strassmann, F. (1 March 1937). "Über die Umwandlungsreihen des Urans, die durch Neutronenbestrahlung erzeugt werden". Zeitschrift für Physik (in German). 106 (3): 249–270. doi:10.1007/BF01340321. ISSN 0044-3328.
4. ↑  Hahn, O., Strassmann, F. Über den Nachweis und das Verhalten der bei der Bestrahlung des Urans mittels Neutronen entstehenden Erdalkalimetalle. Naturwissenschaften 27, 11–15 (1939). https://doi.org/10.1007/BF01488241
5. ↑  Meitner, Lise; Frisch, O. R. (February 1939). "Disintegration of Uranium by Neutrons: a New Type of Nuclear Reaction". Nature. 143 (3615): 239–240. doi:10.1038/143239a0. ISSN 1476-4687.
6. 1 2 3  Gamow, George, Biografie van de fysica, Nederlandse vertaling D. Burger, uitg. W. de Haan 1962.
7. ↑  M. Goeppert-Mayer (1948). On Closed Shells in Nuclei I. Physical Review 74: 235. DOI: 10.1103/PhysRev.74.235.

M. Goeppert-Mayer (1949). On Closed Shells in Nuclei II. Physical Review 75: 1969. DOI: 10.1103/PhysRev.75.1969.
8. ↑  On the "Magic Numbers" in Nuclear Structure, Otto Haxel, J. Hans D. Jensen, and Hans E. Suess, Phys. Rev. 75, 1766 – Published 1 June 1949
9. ↑  (en) The Nobel Prize in Physics 1963. NobelPrize.org. Gearchiveerd op 27 juni 2020. Geraadpleegd op 27 juni 2020.
10. ↑  Het aandeel van deze vertraagd vrijkomende neutronen is ongeveer 0,75% van het totaal